# Ферруччо Бузоні
Данте Мікеланджело Бенвенуто Ферруччо Бузоні (італ. Dante Michelangelo Benvenuto Ferruccio Busoni; 1 квітня 1866, Емполі, Італія — 27 липня 1924, Берлін, Німеччина) — італійський композитор, піаніст, диригент і музичний педагог.

## Біографія

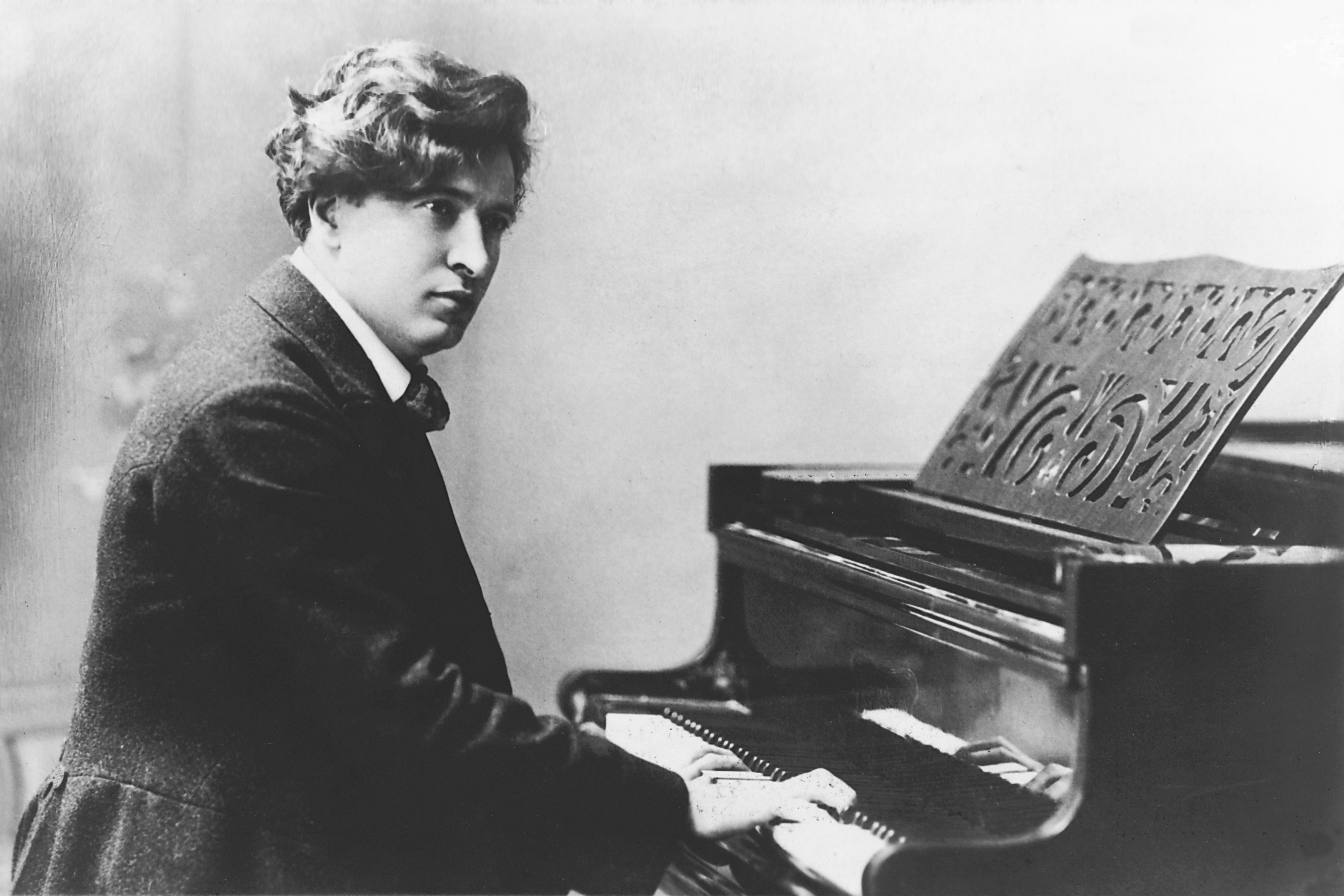
Бузоні за роялем

Батько Бузоні був кларнетистом, мати — піаністкою. Ферруччо був музикантом-вундеркіндом, його перший концертний виступ в ансамблі з батьками відбуся в семирічному віці. Через кілька років він був представлений у Відні Ференцу Лісту, Йоганнесу Брамсу й Антону Рубинштейну. 12-річний Бузоні представив у Граці власний твір — «Stabat Mater». Від 1888 року почалася викладацька кар'єра Бузоні: він працював в 1888 р. в Гельсингфорсі (де займався, зокрема, з Яном Сібеліусом і зустрів свою дружину Герду Шестранд), в 1890 р. в Москві, в 1891—1894 роках у Бостоні. Паралельно з педагогічною діяльністю Бузоні складав музику і концертував як піаніст.
Від 1894 року Бузоні жив, головним чином, в Берліні. Як піаніст і насамперед як диригент він виступав пропагандистом нової музики, виконуючи твори Бели Бартока, Арнольда Шенберга, Сібеліуса (особливо популярним був цикл оркестрових концертів 1902—1909 рр.). В 1907 р. Бузоні опублікував невеликий трактат «Ескіз нової естетики музичного мистецтва» (нім. Entwurf einer neuen Ästhetik der Tonkunst), що зробив революцію в музикології. У цій праці Бузоні наполягав на тому, що єдиний критерій якості музики — її «самость», незвідність ні до яких інших видів мистецтва (у зв'язку із чим, зокрема, відмовляв у праві на існування «програмної музики»). Бузоні наполягав на поверненні в музичну практику імпровізації, на відмові від традиційної гармонії й системи інтервалів (звичні мажор й мінор він уважав безглуздими оковами), на використанні можливостей електрики у звуковидобуванні. «Вільним народилося музичне мистецтво, і доля його — стати вільним», — стверджував Бузоні у своєму творі, що зробив значний вплив на найрадикальніших музичних реформаторів 1910-20-х рр. — таких, як Луїджі Руссоло і Едгар Варез. Втім, у власній творчості Бузоні не був ультрарадикальним автором, хоча пізні фортепіанні сонати (1910 та 1912) значною мірою атональні.
В 1913 р. Бузоні почав працювати в Болонській консерваторії, однак з початком Першої світової війни виїхав у Цюрих, відмовляючись виступати на території країн, що воювали. 1920 року він повернувся в Берлін, знову викладав (одним з останніх його учнів був Курт Вайль) і працював над грандіозною оперою «Доктор Фауст», яку завершив уже після його смерті завершив Філіп Ярнах.
На згадку про Бузоні в Больцано з 1949 року проводиться щорічний конкурс піаністів; серед його лауреатів були Марта Аргеріх (Аргентина), Володимир Селівохин і Лілія Зільберштейн (СРСР), Анна Кравченко й Олександр Романовський (Україна), Мзія Сімонишвілі (Грузія), Олександр Штаркман й Олександр Кобрін (Росія).

## Творча спадщина
У своїй оригінальній творчості Бузоні значною мірою підсумував шляхи, що пройшла академічна музика до нього. Це добре помітно вже за тією роллю, які відіграють у його спадщині транскрипції — насамперед творів Й. С. Баха. Дуже популярними є виконані Бузоні транскрипції для фортепіано органної Токати й фуги ре мінор та скрипкової Чакони ре мінор (транскрипція сольного скрипкового твору для фортепіано в кожному разі являє собою непросте завдання, однак масштаб бахівського твору робить її набагато складнішою). Однак границя між транскрипцією й оригінальною роботою в Бузоні досить невиразна: він широко застосовує цитати та варіації. Так, найвідоміша п'єса Бузоні для фортепіано соло, «Fantasia Contrappuntistica» (перша редакція 1910), являє собою, виражаючись сучасною мовою, триб'ют Баху — розгорнуту фантазію на тему останньої, незакінченої фуги Баха з «Мистецтва фуги». Серед авторів, чиї добутки так чи інакше — від прямих цитат до проходження загальному духу й ладу музики — використані Бузоні у своїй творчості, такі різні фігури, як Моцарт, Паганіні, Бізе, Ліст. Такий підхід був для Бузоні принциповим: в «Ескізі нової естетики музичного мистецтва» він писав про те, що для створення нової музики необхідно витягти квінтесенцію з музичної культури минулого.
У дусі пізнього романтизму Бузоні тяжів у своїй творчості до композицій великого масштабу і значної технічної складності. Так, його фортепіанний концерт (1904) триває не менш 70 хвилин, гру соліста супроводжує оркестр максимального складу, а в останній частині повинен вступати захований до часу від слухачів хор.
Бузоні — автор трьох опер: «Вибір нареченої» (нім. Die Brautwahl; 1911, за Гофманом), «Турандот» і «Арлекіно» (обидві 1917). Над четвертою, «Доктором Фаустом», він почав працювати в 1916 р., але завершити не встиг. Оперу закінчив учень Бузоні Ярнах за рукописами, що залишилися, і чернетками; у 1980-і рр. дослідник творчості Бузоні Ентоні Бомонт запропонував інше завершення, з використанням матеріалів тих нотних рукописів Бузоні, які Ярнахові були недоступні.
Бузоні також часто виступав як редактор і публікатор музики інших композиторів. Найбільшою мірою він виявив себе як публікатор Баха, причому доволі активно впливав на оригінальну партитуру: у виданому Бузоні (за участі його учнів Егона Петрі й Бруно Муджелліні) повнім зібранні клавірних п'єс Баха розставлено темпи, фразування, розгорнуто пропозиції з інтерпретації (аж до позначення можливих скорочень при концертному виконанні). Бузоні також публікував партитури Бетховена, Шопена, Шумана, Брамса, Ліста й ін.